# Tobias Bilz

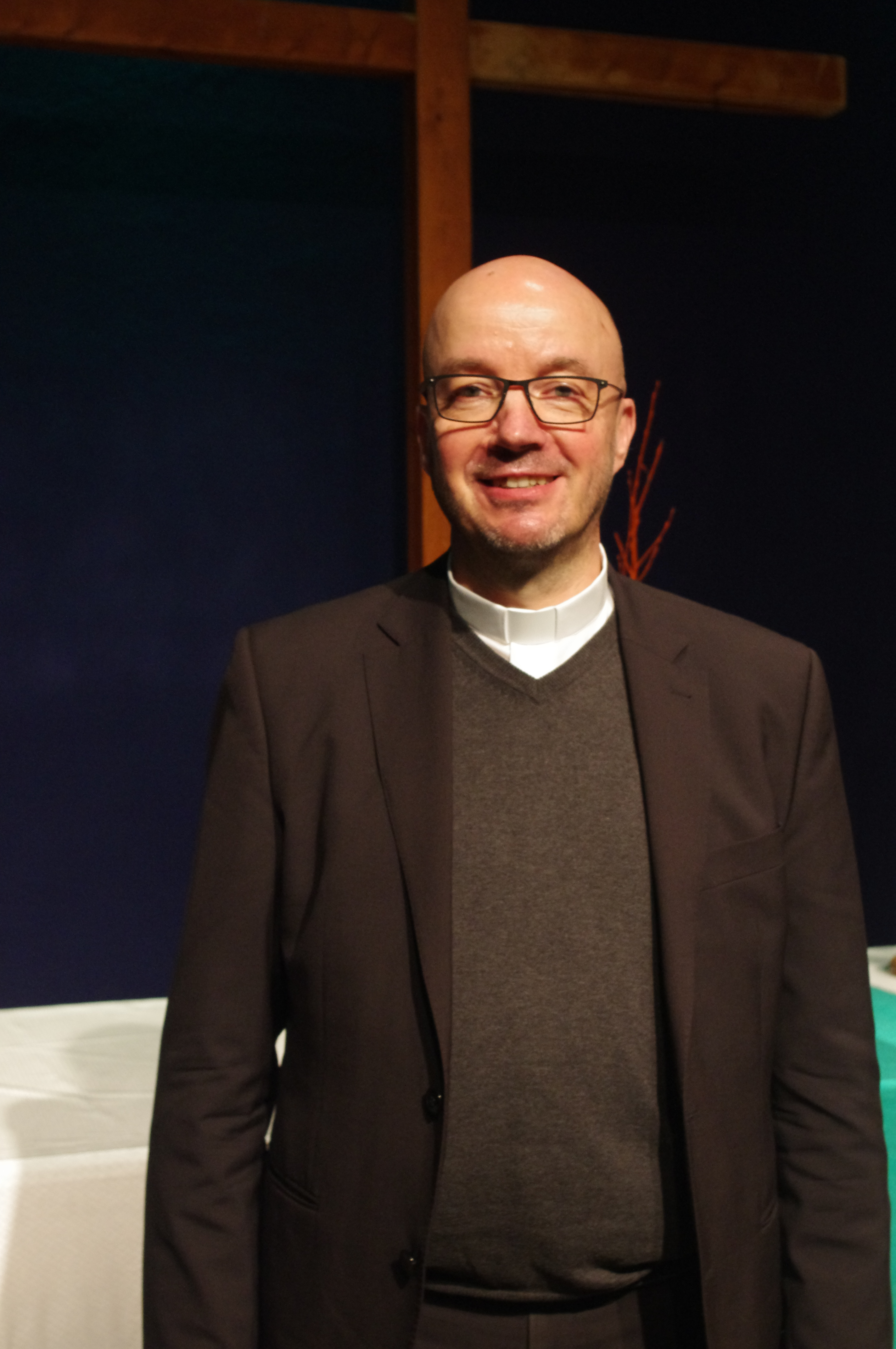
Tobias Bilz (2021)

Christian Tobias Bilz (* 28. April 1964 in Dornreichenbach, Kreis Wurzen) ist ein deutscher evangelisch-lutherischer Theologe. Er ist seit dem 1. März 2020 Landesbischof der Evangelisch-Lutherischen Landeskirche Sachsens (EvLKS), seit dem 12. November 2024 auch stellvertretender Vorsitzender des Rates der Evangelischen Kirche in Deutschland.

## Werdegang
Tobias Bilz wuchs in einem Pfarrhaus, zunächst im Dorf Müglenz bei Wurzen, dann in Pleißa bei Limbach-Oberfrohna, auf. Er ist der dritte von vier Söhnen des Pfarrers Wolfgang Bilz und dessen Ehefrau Ingeburg Ursula, die alle dem beruflichen Vorbild des Vaters folgten. Eine wichtige Erfahrung als Heranwachsender war für ihn die Teilnahme an der Jugendarbeit unter Leitung von Kurt Ströer. Bilz absolvierte nach dem Abschluss der Polytechnischen Oberschule in Pleißa von 1980 bis 1983 eine Ausbildung zum Instandhaltungsmechaniker in Altenburg. Anschließend begann er ein Studium der evangelischen Theologie am Theologischen Seminar Leipzig. Das Studium schloss er nach dem Vikariat in den Kirchgemeinden Limbach-Oberfrohna und der Pauli-Kreuz-Kirchgemeinde Chemnitz 1991 mit dem Zweiten Theologischen Examen ab.
Tobias Bilz’ Ordination als Pfarrer erfolgte am 16. Juni 1991  in der Kirchgemeinde Erlbach-Kirchberg bei Stollberg (Erzg.), die er bis 2007 betreute. 2001 wurde er zum Jugendpfarrer im Kirchenkreis Stollberg berufen und ab 2007 bis 2018 war er hauptamtlich Landesjugendpfarrer der Evangelisch-Lutherischen Landeskirche Sachsens (EvLKS). Im Mai 2015 stellte sich Tobias Bilz der Wahl zum sächsischen Landesbischof, die er im sechsten Wahlgang mit 38 zu 40 Stimmen gegen Carsten Rentzing verlor.
2018 wurde er zum Oberlandeskirchenrat im Landeskirchenamt in Dresden, Dezernat IV (Gemeindeaufbau, Seelsorge und Medien)  als Nachfolger Dietrich Bauers berufen. Als Gebietsdezernent war er zudem für die Kirchenbezirke Leipzig, Leipziger Land, Leisnig-Oschatz und Glauchau-Rochlitz zuständig.
Am 29. Februar 2020 stellte er sich erneut, auf Vorschlag der Kirchenleitung, neben Andreas Beuchel und Ulrike Weyer der Wahl zum Landesbischof der EvLKS. Tobias Bilz wurde im dritten Wahlgang mit 48 von 79 Stimmen zum Landesbischof der Evangelisch-Lutherischen Landeskirche Sachsens gewählt. Die Amtseinführung durch Ralf Meister, dem Leitenden Bischof der Vereinigten Evangelisch-Lutherischen Kirche Deutschlands (VELKD), fand am 25. April 2020 im Meißner Dom statt.
2021 wurde er zum Mitglied des Rates der Evangelischen Kirche in Deutschland gewählt, am 12. November 2024 zu dessen stellvertretendem Vorsitzenden.

## Positionen
„Die lutherische Konfession ist mal von einem Mann begonnen worden, der sich hingestellt und gesagt hat: ‚Was der Kaiser und der Papst sagten, mag schon sein, aber ich muss nach meiner Vernunft, nach meinem Gewissen und nach dem, wie ich das mit der Bibel in Beziehung setze, entscheiden.‘“

Im Zuge deutscher Klimaschutzproteste 2022 appellierte Bischof Bilz, die „Zukunftsängste der jungen Generation ernst zu nehmen“ und die Verankerung des zivilen Ungehorsams in der Demokratiegeschichte zu reflektieren. Angesichts der von Klimaaktivisten verübten Straftaten stellte er infrage, ob es sinnvoll sei, die Aktivisten als Straftäter abzustempeln. Er erklärte seine „Sympathie für kreative Klimaaktivisten“ und verlangte, die Bundesregierung solle Gespräche mit der Vertretern der Letzten Generation aufnehmen.
Angesichts der sinkenden Mitgliederzahlen seiner Landeskirche – seit seinem Amtsantritt von 647.238 am 31. Dezember 2020 auf 592.368 am 31. Dezember 2023 – verlangte Bischof Bilz im November 2024, die Kirche sollte nicht ständig auf die Mitgliederzahl schauen. Den weiteren Rückgang auf 575.504 Mitglieder zum 31. Dezember 2024 kommentierte Bilz mit der Bemerkung, Austritt sei ein Ausdruck der Freiheit eines Christen.

## Privates
Tobias Bilz ist nach eigenen Angaben Mitglied der Bruderschaft Liemehna e. V., des Evangelischen Montessori-Schulvereins Erlbach-Kirchberg e. V. (Fördermitgliedschaft), des Deutschen Alpenvereins e. V. sowie des FC Bayern München e. V. Er lebt in Dresden, ist verheiratet und hat drei erwachsene Kinder.